# 토티 달 몬테

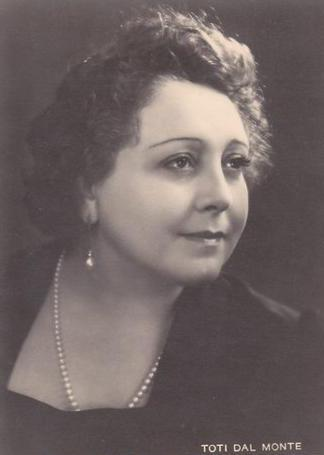

토티 달 몬테(Toti Dal Monte, 1893년 6월 27일 ~ 1975년 1월 26일)는 20세기 전반에 활약한 이탈리아의 소프라노 성악가이다. 본명은 안토니에타 메네겔(Antonietta Meneghel)이며 베네토의 모리아노에서 태어났다.
젊었을 때는 피아니스트를 지망하였으며, 손가락을 다쳐 뜻을 이루지 못하였으나 그 아름다운 소리가 인정되어 바르바라 마르키시오에게 사사, 성악을 배우게 되었다. 1916년 밀라노의 라 스칼라 극장에서 리카르도 잔도나이의 오페라 〈프란체스카 다 리미니〉의 비앙코피오레 역으로 데뷔하였으며 훗날 명가수 피니 코르시에게 배웠다. 그 후 토리노에서 토스카니니의 인정을 받아 〈제9〉의 독창자로 뽑혔고, 이어 1922년에 토스카니니의 지휘로 〈리골레토〉의 지르다로 라 스칼라 극장에 데뷔, 세계에 그 명성을 떨쳤으며 레코드도 많다.
아델리나 파티의 전통을 계승하는 옛 형태의 프리마돈나로서는 최후의 가수이며 그 경묘한 가창에는 특유한 아름다움이 있다고 평가되기도 한다.